# Discapacitat intel·lectual

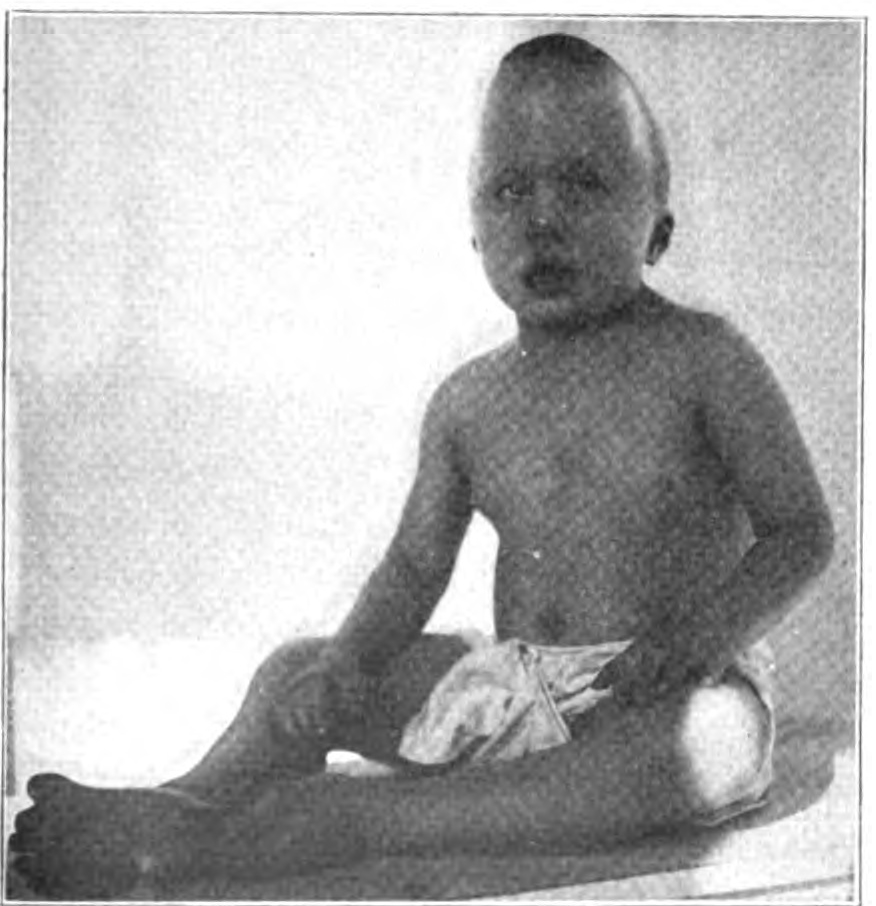
Pacient infantil d'escafocefàlia el 1923.

Una discapacitat intel·lectual, retard mental o deficiència mental és el que es considera que té una persona amb funcions cognitives significativament inferiors a les de la mitjana de la població i de manera que a més aquestes limitin la seva conducta adaptativa, com per exemple tenir cura d'ella mateixa o les habilitats socials. S'evidencia abans dels 18 anys i afecta generalment a l'1% de la població humana.
El 2002, Luckasson i Cols, van elaborar una definició més actual. Es caracteritza per limitacions sifnificatives tant en funcionament intel·lectual com en conducta adaptativa tal com s'ha manifestat en habilitats adaptatives, conceptuals, socials i pràctiques. Aquesta discapacitat s'origina abans dels 18 anys.
L'OMS estima que un 3% de les persones de les poblacions industrialitzades està afectada de discapacitat intel·lectual. Els homes tenen un 20% més de casos de discapacitat intel·lectual en comparació amb les dones.

## Senyals i símptomes
La discapacitat intel·lectual (DI) es fa evident durant la infància i implica dèficits en les habilitats mentals, les habilitats socials i les activitats bàsiques de la vida diària (ABD) en comparació amb els companys de la mateixa edat. Sovint no hi ha signes físics de formes lleus de DI, encara que hi pot haver trets físics característics quan s'associa a un trastorn genètic (per exemple, la síndrome de Down).
El nivell de deteriorament varia en la severitat per a cada persona. Alguns dels primers signes poden incloure:
- Retards en assolir o no assolir fites en el desenvolupament de les habilitats motrius (estar assegut, gatejar, caminar)
- Lentitud per aprendre a parlar, o dificultats contínues amb la parla i les habilitats del llenguatge després de començar a parlar
- Dificultat amb les habilitats d'autoajuda i cura personal (p. ex., vestir-se, rentar-se i alimentar-se)
- Poca capacitat de planificació o resolució de problemes
- Problemes de comportament i socials[13]
- Fracàs de creixement intel·lectual o comportament infantil continuat
- Problemes per mantenir-se al dia a l'escola
- Falta d'adaptació a noves situacions
- Dificultat per comprendre i seguir les regles socials[14]

A la primera infància, la identificació lleu (IQ 50–69) pot no ser evident o identificada fins que els nens no comencin a l'escola. Fins i tot quan es reconeix un baix rendiment acadèmic, pot ser necessària una avaluació d'experts per distingir la discapacitat intel·lectual lleu d'un trastorn d'aprenentatge o de trastorns emocionals/conductuals. Les persones amb DI lleu són capaços d'aprendre habilitats de lectura i matemàtiques a aproximadament el nivell d'un nen de nou a dotze anys. Poden aprendre habilitats pràctiques i d'autocura, com cuinar o utilitzar el sistema de transport públic local. A mesura que les persones amb discapacitat intel·lectual arriben a l'edat adulta, moltes aprenen a viure de manera independent i a mantenir una feina remunerada. Al voltant del 85% de les persones amb DI és probable que tinguin DI lleu.
La ID moderada (IQ 35-49) és gairebé sempre evident durant els primers anys de vida. Els retards en la parla són signes especialment comuns d'identificació moderada. Les persones amb discapacitat intel·lectual moderada necessiten un suport considerable a l'escola, a casa i a la comunitat per poder participar plenament. Tot i que el seu potencial acadèmic és limitat, poden aprendre habilitats senzilles de salut i seguretat i participar en activitats senzilles. Com a adults, poden viure amb els seus pares, en una casa de grup de suport, o fins i tot de manera semi-independent amb serveis de suport significatius que els ajudin, per exemple, a gestionar les seves finances. Com a adults, poden treballar en un taller protegit. Al voltant del 10% de les persones amb DI és probable que tinguin DI moderat.
Les persones amb DI greu (IQ 20-34), que representen el 3,5% de les persones amb DI, o DI profund (IQ 19 o inferior), que representen l'1,5% de les persones amb DI, necessiten un suport i una supervisió més intensius durant tota la seva vida. Poden aprendre algunes ABD, però una discapacitat intel·lectual es considera greu o profunda quan les persones no poden cuidar-se de manera independent sense l'assistència important d'un cuidador durant l'edat adulta. Les persones amb una DI profunda depenen completament dels altres per a totes les ABD i per mantenir la seva salut i seguretat física. És possible que puguin aprendre a participar en algunes d'aquestes activitats en un grau limitat.

### Diagnòstic
La discapacitat intel·lectual i el trastorn de l'espectre autista (TEA) comparteixen característiques clíniques que poden provocar confusió durant el diagnòstic. La superposició d'aquests dos trastorns, tot i que és freqüent, pot ser perjudicial per al benestar d'una persona. Les persones amb TEA que presenten símptomes de DI es poden agrupar en un codiagnòstic en què estan rebent tractament per a un trastorn que no tenen. De la mateixa manera, aquells amb DI que es diagnostiquen amb TEA poden ser tractats per símptomes d'un trastorn que no tenen. La diferenciació entre aquests dos trastorns permetrà als metges oferir o prescriure els tractaments adequats. La comorbilitat entre DI i TEA és molt freqüent; es va estimar que aproximadament el 40% de les persones amb DI també tenen TEA, i aproximadament el 70% de les persones amb TEA també tenen DI. Més recentment, la investigació ha indicat una prevalença d'aproximadament el 30% de la DI en persones amb TEA. Tant el TEA com la DI impliquen mancances en la comunicació i la consciència social com a criteris de definició.
En un estudi realitzat l'any 2016 que va enquestar 2.816 casos, es va trobar que els subconjunts principals que ajuden a diferenciar les persones amb DI i TEA són: "comportament social no verbal deteriorat i manca de reciprocitat social, […] interessos restringits, estrictes". Adhesió a rutines, manierismes motors estereotipats i repetitius i preocupació per parts dels objectes". Les persones amb TEA tendeixen a mostrar més dèficits en el comportament social no verbal, com ara el llenguatge corporal i la comprensió dels senyals socials. En un estudi fet l'any 2008 de 336 individus amb diferents nivells d'DI, es va trobar que aquells amb DI mostren menys casos de comportaments repetitius o rituals. També va reconèixer que les persones amb TEA, en comparació amb les persones amb DI, eren més propenses a aïllar-se i fer menys contacte visual. Pel que fa a la classificació, la DI i el TEA tenen directrius molt diferents. DI té una avaluació estandarditzada anomenada Escala d'intensitat de suports (SIS); això mesura la gravetat en un sistema basat en la quantitat de suport que necessitarà una persona. Tot i que el TEA també classifica la gravetat segons el suport necessari, no hi ha una avaluació estàndard; els metges són lliures de diagnosticar la gravetat segons el seu propi criteri.

## Causes
La discapacitat intel·lectual pot ser causada per diversos factors, com el genètic, l'abús de substàncies tòxiques, infeccions, un traumatisme, malnutrició, etc. Pot ser de naixement o posterior a ell.

### Genètiques
La meitat dels casos de discapacitat intel·lectual són d'origen genètic. D'aquests, un 40% són causats per mutacions o canvis a l'ADN que modifiquen de manera important l'estructura o fins i tot el nombre de cromosomes de la persona. Un altre 40% són causats per l'acció combinada de diversos gens, o de molts gens i a més també factors ambientals. El 20% restant de casos l'herència genètica de la malaltia és deguda a un sol gen. Generalment, els casos més greus de discapacitat intel·lectual són els causats per mutacions cromosòmiques i els heretats per un sol gen, mentre que els de causa multifactorial solen ser més lleus.
Hi ha més de 200 alteracions d'un sol gen que causen discapacitat intel·lectual. La majoria són causades per un gen recessiu i solen provocar discapacitats profundes, mentre que les de gen dominant són menys freqüents i provoquen discapacitats més lleus. Un exemple de malaltia genètica a causa d'un sol gen en un cromosoma no sexual que pot causar discapacitat intel·lectual és la síndrome del miol de gat, al cromosoma 5.
Un cas particular és el cromosoma sexual X, perquè les dones en tenen dos, de manera que si l'alteració és recessiva i afecta a només un dels dos no les afectarà, però en canvi als homes es manifestarà sempre, ja que tenen un sol cromosoma X (i un cromosoma Y). Per això la discapacitat intel·lectual genètica en homes és molt més freqüent que en dones. Actualment es coneixen 57 malalties que en causen a partir d'alteracions o mutacions al cromosoma X, com per exemple la síndrome de la fragilitat o del lloc fràgil del cromosoma X.
En alguns casos particulars, les alteracions genètiques poden no manifestar cap discapacitat intel·lectual si es donen les condicions ambientals adients. És el cas de la idiòcia fenilpirúvica, una malaltia que perquè aparegui necessita el factor genètic i a més que la persona ingereixi fenilalanina, de manera que si segueix una dieta sense aquest aminoàcid la persona no desenvoluparà cap discapacitat intel·lectual. Això ocorre perquè la causa de la malaltia és un gen alterat que canvia el metabolisme habitual de la fenilalanina, en comptes de transformar-la en melanina ho fa en una substància que mata neurones, provocant una discapacitat intel·lectual greu i altres símptomes, incloent defectes en la pigmentació a causa de la manca de melanina.

### Ambientals
Les causes ambientals poden estar combinades o no amb altres causes, com s'ha vist a l'exemple de la idiòcia fenilpirúvica, on es combina la causa genètica amb l'ambiental. D'altres casos de malfuncionament metabòlic a causa d'alteracions genètiques que causen substàncies tòxiques que afecten al cervell són, per exemple, la galactosèmia, on la galactosa no es transforma en glucosa i mata neurones; la síndrome de Tay-Sachs, amb trastorns al metabolisme dels glúcids afectant sobretot al cervell i la visió; o el trastorn de Niemann-Pick, que també provoca una discapacitat intel·lectual com a conseqüència d'un metabolisme erroni dels glúcids.
Moltes causes ambientals són avui evitables, com per exemple els danys al cervell a causa de la violència o de l'exposició de drogues en la persona adulta o al fetus. Popularment se sap que l'exposició al tabac, l'alcohol i altres drogues pot afectar el desenvolupament d'un fetus de manera que neixi un nen amb una discapacitat intel·lectual. També les persones adultes poden desenvolupar síndromes que lesionin el seu cervell i causen una discapacitat intel·lectual, com per exemple la síndrome de Korsakov.
Algunes lesions al cervell provoquen discapacitats de diferents graus, segons com siguin aquestes. Poden estar produïdes per accidents, una situació amb manca sostinguda d'oxigen, infarts cerebrals, vessaments cerebrals, al naixement per danys provocats al part, per exemple amb els fòrceps, etc.
Al primer món, fins a l'aparició de les vacunes, era molt freqüent desenvolupar encefalitis a partir de qualsevol malaltia infecciosa, com la rubèola, el xarampió, la polio, la tos ferina o la meningitis per meningococ. En casos greus d'aquestes malalties les capacitats cognitives de la persona podien veure's afectades en diversos graus. Avui una de les causes més freqüents de discapacitat intel·lectual al tercer món segueix sent una malaltia infecciosa: la malària.

## Psicologia
La majoria de tests d'intel·ligència per a gent en general són aptes també per a gent amb discapacitat intel·lectual. En general les persones discapacitades es caracteritzen per un rendiment intel·lectual inferior al de la mitjana de persones de la seva edat i també per tenir un desenvolupament desharmònic en diferents àrees.
Els psicòlegs han creat bateries de preguntes i proves per a obtenir exàmens o tests que indiquin de manera orientativa el grau de discapacitat intel·lectual. Així, diferencien:
- Lleuger: Entre 2 i 3 desviacions estàndard per sota de la mitjana de la població, quocient intel·lectual segons David Wechsler entre 70 i 55. Inclou el 85% de persones amb discapacitat intel·lectual. Poden adquirir habilitats socials i laborals per a ser autònoms.
- Moderat: Entre 3 i 4 desviacions. QI Wechsler entre 54 i 40. Un 10% de les persones amb discapacitats intel·lectuals. Poden formar-se laboralment, treballar i tenir cura d'ells mateixos amb supervisió. Poden tenir una vida social limitada en no reconèixer les convencions socials.
- Sever: Entre 4 i 5 desviacions. QI Wechsler entre 39 i 25. Un 3,5% del total. Aprenen a parlar, llegir, operacions de càlcul bàsiques i hàbits bàsics d'higiene personal.
- Profund: Més de 5 desviacions. QI Wechsler inferior a 25. Un 1,5% del total. Tenen alteracions en el funcionament sensoriomotor.

També han ideat tests de desenvolupament, com per exemple el Bettelle developmental inventory, BDI, que analitza el comportament de la persona als àmbits personal i social, de comunicació, cognitiu, adaptatiu i motor.

## Educació
En el cas d'Espanya, l'escolarització dels alumnes amb discapacitat intel·lectual està emparada a la mateixa llei que tots els alumnes en general, a l'article 36.3 de la LOGSE, on diu que "sempre que sigui possible" l'escolarització dels nens amb discapacitat intel·lectual s'ha de dur a terme en escoles ordinàries. Existeixen també centres d'educació especial per a nens amb discapacitat intel·lectual molt profunda o plurideficiències. És possible combinar els dos tipus d'escola en una modalitat anomenada escolaritat compartida. La proposta d'escolarització particular la decideixen finalment les famílies amb el suport i l'assessorament dels equips d'assessorament psicopedagògic de cada territori.

## Sensibilitat científica i administrativa
Històricament s'ha etiquetat les persones de retardades i se les classifica en diferents nivells segons les seves respostes a unes bateries de preguntes i proves amb el fi de classificar-les, suposadament amb fins administratius (per a determinar si tenen dret a un pis de protecció oficial, per exemple) i científics. Les persones així etiquetades poden quedar estigmatitzades de manera permanent, ser rebutjats i marginats d'experiències essencials per al seu desenvolupament. Se'ls ha adreçat a programes educatius inferiors i privat de llibertat. Pot reforçar els comportaments que implica l'etiqueta per efecte Pigmalió i altres causes. Alguns nens amb retard molt lleu no s'han pogut integrar a l'àmbit laboral i a més s'han sentit rebutjats i marginats per la societat per haver anat a centres educatius especials. Existeixen persones amb discapacitat intel·lectual que han cursat i acabat carreres universitàries. Molts nens immigrants provinents de cultures minoritàries han estat classificats com a retardats mentals en tests d'intel·ligència inadaptats.